# I Didn't Do It (1.ª temporada)
A série I Didn't Do It ("Não Fui Eu", no Brasil) retrata a vida de dois irmãos gêmeos Lindy e Logan e seus amigos.
A série foi criada por Tod Himmel e Josh Silverstein. As filmagens da temporada começaram em setembro de 2013.

## Enredo
Lindy, Logan, Jasmine, Delia e Garrett são melhores amigos que vão para o primeiro ano do ensino médio juntos. Lindy e Logan são irmãos gêmeos super competitivos e quando se vêem no meio de um problema, os cinco amigos contam, através de flashbacks, suas histórias e acontecimentos e como estes levaram à situação no presente.

## Seqüência de abertura
A música de abertura da série, intitulada de "Time Of Our Lives", e cantada pela protagonista da série, Olivia Holt. A abertura mostra toda a turma dentro de uma cabine de fotos se divertindo e fazendo caras engraçadas com chapéus, bigodes e até óculos engraçados. Inicialmente, é mostrado na abertura a protagonista Olivia Holt, logo após Austin North, depois Piper Curda, em seguida Peyton Clark e Sarah Gilman. No final, é mostrado a cabine de fotos despencando e todo o elenco assustado!
A abertura da série no Brasil foi dublada pela atriz Tess Amorim, e intitulada de "Melhor Época de Nossas Vidas".

## Elenco

### Elenco principal
- Olivia Holt como Lindy Watson: Uma ótima aluna que era não era conhecida como uma garota popular, Lindy quer mudar completamente sua imagem agora que está no ensino médio.
- Austin North como Logan Watson: O irmão gêmeo mais descontraído de Lindy. Logan consegue se tornar popular assim como ela.
- Piper Curda como Jasmine: A melhor amiga de Lindy, Jasmine, a ajuda a se acostumar com sua vida nova.
- Peyton Clark como Garrett Spenger: Um rapaz misofóbico e que pode se tornar obsessivo por pequenos detalhes. Garrett tenta ser o mais cuidadoso possível, e as vezes até mesmo irrita seus amigos.
- Sarah Gilman como Delia Delfano: Uma garota excêntrica e individual que não pode guardar alguma coisa que sabe por muito tempo, para o desgosto dos amigos.

### Elenco recorrente
- Alex Kapp Horner como Nora Watson
- Matt Champagne como Bob Watson

## Episódios
Abaixo, você confere a lista de episódios da primeira temporada da nova série do Disney Channel I Didn't Do It ("Não Fui Eu" no Brasil). A produção para o piloto teve início em janeiro de 2013. O restante da produção começou no verão de 2013.
- A série estreou em 17 de janeiro de 2014 nos Estados Unidos, com 3,9 milhões de telespectadores, diferente de "Cloud 9" (filme original do Disney Channel) que estreou antes do piloto da série, com 4,9 milhões de telespectadores.
- Peyton Roi List (protagonista de Jessie), participa do episódio 8 "(Dance Fever)", que faz parte do especial do Disney Channel, What the What?!?.
- Todo o elenco está presente em todos os episódios; (até o momento).

| N.º Série | Títulos                                                                                      | Datas de Exibição                          | Código de Prod. | Audiência Original (em milhões) |
| --- | -------------------------------------------------------------------------------------------- | ------------------------------------------ | --------------- | ------------------------------- |
| 1 | "O Piloto / Não Fui Eu" "The Pilot / Pilot"                                                  | 17 de janeiro de 2014 17 de maio de 2014   | 101             | 3,9                             |
| Os irmãos Lindy e Logan tentam explicar aos seus pais (que acabaram de voltar de uma noite fora), como a casa deles se tornou coberta de espuma, por que têm pizza caindo do teto, como uma cabra entrou na sala de estar, por que uma cobra está no sofá, e o que aconteceu com a Sr.ª Klasby, a babá de 91 anos que está desacordada. Convidados especiais: Alex Kapp Horner como Nora Watson, Matt Champagne como Bob Watson, Angela Paton como Sr.ª Klasby, Chad Buchanan como Seth Wall, Larry Joe Campbell como Doug Peterman e Alan Chow como DJ Eddie White. |                                                                                              |                                            |                 |                                 |
| 2 | "Posto de Spaghetti do Bombeiro Freddy" "Fireman Freddy's Spaghetti Station"                 | 26 de janeiro de 2014 18 de maio de 2014   | 104             | 2,4                             |
| Delia precisa de um emprego, então Lindy arruma um para ela como atendente no seu antigo restaurante favorito. Quando o dono percebe que Lindy é boa para o emprego, ele a convence a pegá-lo de Delia, mas Delia acaba ficando chateada com ela. Enquanto isso, Logan e Garrett tentam recuperar seu assento no Rumble Juice. Convidados especiais: Christopher Darga como Bombeiro Freddy, Pappy Faulkner como Kyle, Alyssa Preston como Mona, Reggie De Leon como Gerente e Ed Hopkins como Apresentador. |                                                                                              |                                            |                 |                                 |
| 3 | "O Cara Novo" "The New Guy"                                                                  | 9 de fevereiro de 2014 24 de maio de 2014  | 103             | 2,5                             |
| Logan e Garrett estão cansados de ter que fazer o que Lindy, Jasmine e Delia querem, já que tem mais meninas quando votam. Quando um garoto novo entra para o grupo, ele acaba sendo tão irritante que os cinco tentam se separar dele. Convidados especiais: Cameron Palatas como Tom Bigham, Chris Elwood como Instrutor de Paraquedismo e Ryan Christopher Lee como Computador Nerd. |                                                                                              |                                            |                 |                                 |
| 4 | "Querido Auto do Ensino Médio" "Dear High School Self"                                       | 16 de fevereiro de 2014 25 de maio de 2014 | 102             | 2,9                             |
| A turma recebe suas cartas sobre a sua escola secundária de 3.ª série. Lindy descobre que ela disse algo surpreendente em sua carta. Ela esconde dos seus amigos, o que leva eles procurarem a carta em muitos lugares, incluindo a sua sala de aula da 3.ª série, no correio e até mesmo no lixo. Quando eles descobrem o que diz na carta de Lindy, isso provoca uma grande briga entre os amigos. Convidados especiais: Bonnie Hellman como a Sr.ª Babcock e Kimberly-Hebert Gregory como Lady, atendente do correio. |                                                                                              |                                            |                 |                                 |
| 5 | "Tem Gosto de uma Couve de Bruxelas" "If It Tastes Like a Brussels Sprout"                   | 9 de março de 2014 1 de junho de 2014      | 106             | 2,0                             |
| Lindy cria um projeto para servir vegetais no almoço do colégio, mas todos detestam. Logan e Jasmine inventam um spray que melhora o sabor dos vegetais e todos gostam, menos Lindy. Quando Logan, Jasmine, Garrett e Delia são chamados para apresentar o produto na televisão, Lindy fica decepcionada por não ir também. Convidados especiais: Patrick Malone, Jeremy Scott Johnson e Kelly Holden Bashar como Barracudas e Renee Percy como repórter. |                                                                                              |                                            |                 |                                 |
| 6 | "Lindy-Delícia / Lin-Delícia" "Lindy-licious / Lindylicious"                                 | 16 de março de 2014 7 de junho de 2014     | 105             | 2,1                             |
| A vitamina de Lindy ganha um concurso e entra para o menu do Rumble Juice. Porém, o garoto a escolheu só porque gosta de Lindy e, quando percebe que ela não quer namorá-lo, ele retira a vitamina do menu. Lindy vai vender a vitamina no cinema para mostrar que ele perdeu uma ótima chance. Enquanto isso, Logan precisa ler um livro para um trabalho, mas não consegue, Garrett tenta provar que a pipoca do cinema não é feita na hora como é dito, e Jasmine se apaixona por um dos empregados do cinema. Convidados especiais: Nicholas Podany como Max, Wesam Keesh como Cole e Elizabeth Stocks como Nancy. |                                                                                              |                                            |                 |                                 |
| 7 | "Problema na Neve" "Snow Problem"                                                            | 6 de abril de 2014 8 de junho de 2014      | 107             | 2,2                             |
| Lindy, Logan, Jasmine, Garrett, Delia, Nora e Bert vão de férias para uma cabana na neve, onde Lindy leva Garrett para ter aulas de snowboarding. Ela começa a gostar do instrutor e finge que é iniciante no esporte e inventa mentiras, o que impede Garrett de aprender. Jasmine não quer sair da cabine porque não pode usar maquiagem. Bert e Nora ficam presos numa loja de antiguidades e Bert deixa Logan no comando. Convidados especiais: Alex Kapp Horner como Nora Watson, Matt Champagne como Bob Watson e Robert Scott Wilson como Dash. |                                                                                              |                                            |                 |                                 |
| 8 | "Febre do Baile" "Dance Fever"                                                               | 13 de abril de 2014 22 de junho de 2014    | 111             | 2,3                             |
| Lindy e Sherri são as únicas no colégio com comparecimento perfeito depois que o outro aluno ficou doente, então Sherri tenta fazer Lindy perder um dia de escola para se tornar a única. Perto de um baile no colégio, Logan precisa de um terno, então ele consegue um pagando com comerciais por toda a roupa. Garrett quer pedir para ir ao baile com Tiffany de um jeito super original. Convidada super especial: Peyton Roi List como Sherri. Convidados especiais: Alan Chow como DJ Eddie White, Barry Finkel como Sr. Applebaum, Scott Shilstone como Dave Bixby e Tristen Bankston como Steve. Notas: - Este episódio faz parte do evento especial do Disney Channel, What the What?!?. Porém, no Brasil, o Disney Channel exibiu o evento O Que é Isso?!? (What the What?!?) no dia 31 de maio de 2014, e exibiu novos episódios de Jessie (Connie Cruela 3: O Retorno), Stan, o Cão Blogueiro (Quem Treina Quem?), Austin & Ally (Diretores & Divas) e Liv & Maddie (Uivo da Rooney), e não exibiu este episódio como parte do evento especial. - No dia 22 de junho de 2014, o Disney Channel Brasil exibiu novamente o especial O Que é Isso?!? e exibiu este episódio como parte do evento. Porém, o canal não anunciou Peyton Roi List (que estrelou este episódio como Sherri, inimiga de Lindy) como convidada especial, mas anunciou G. Hannelius, Sierra McCormick, Leigh-Allyn Baker, Grace Phipps e Laura Marano como convidadas especiais das séries Jessie, Stan, o Cão Blogueiro, Austin & Ally e Liv & Maddie. |                                                                                              |                                            |                 |                                 |
| 9 | "Agora Museu, Agora Você Não Faz" "Now Museum, Now You Don't"                                | 4 de maio de 2014 por anunciar             | 108             | 1,9                             |
| A competitividade de Lindy e Logan aparece quando os dois arrumam um emprego em um museu. Enquanto isso, Delia está convencida de que é uma descendente de Nefertiti e Jasmine e Garrett a ajudam a coletar um pouco de DNA da múmia do museu. Convidada especial: Beth Grant como Judy. |                                                                                              |                                            |                 |                                 |
| 10 | "Na Casa de Cachorro com a Casa Branca" "In the Doghouse with the White House"               | 22 de junho de 2014 por anunciar           | 115             | 2,7                             |
| Todos na escola irão em excursão para Washington, DC para conhecer a Casa Branca, mas os alunos acabam entrando em conflito com a Casa Branca quando o cão da casa presidencial é roubado, e os cinco amigos são os suspeitos principais! Convidados especiais: Rob Nagle como Interrogador, Annie Abbott como Lady Limpeza, Reggie Brown como Presidente, Kevin Symons como Senador Snell e Renee Percy como repórter. Nota: - Este episódio conta com a participação da Casa Branca |                                                                                              |                                            |                 |                                 |
| 11 | "Desafio do Telefone" "Phone Challenge"                                                      | 29 de junho de 2014 por anunciar           | 109             | 2,1                             |
| Quando Logan deixa seu celular cair dentro de um smoothie, ele começa a surtar. Para mostrar que eles também podem ficar sem seus celulares por alguns dias, o grupo decide fazer uma aposta em que todos terão de ficar sem os seus celularares por 72 horas! Convidados especiais: Larry Joe Campbell como Doug Peterman, Raymond Ochoa como Zane, Sharon Muthu como Telegrama de Canto Gal, Sedona Cohen como Haley e Markus Silbiger como irmão de Haley. Nota: - Este episódio é semelhante ao episódio de Victorious, "Cell Block". |                                                                                              |                                            |                 |                                 |
| 12 | "Gêmeos Para Vencer" "Twin it to Win It"                                                     | 13 de julho de 2014 por anunciar           | 110             | 2,0                             |
| Lindy e Logan tentam ganhar dinheiro através da participação em um estudo de telepatia de irmãos gêmeos, mas as coisas ficam fora de controle quando Logan pede a Garrett para lhe dar todas as respostas do estudo. Convidados especiais: Seana Kofoed como Leanne Park, Katherine Von Till as Dr.ª Denise Malloy e Todd Robert Anderson as Sr. Vaughn. |                                                                                              |                                            |                 |                                 |
| 13 | "Meninos da Terra São Nojentos / Veio do Canadá" "Earth Boys Are Icky / It Came From Canada" | 27 de julho de 2014 31 de agosto de 2014   | 119             | 2,4                             |
| Delia está convencida que os rapazes da Terra são muito comuns para ela, então ela cria um dispositivo estranho, que por parte foi desenvolvido pela NASA que a ajuda a se comunicar com o espaço exterior para atrair um namorado extraterrestre. Enquanto isso, Logan começa a namorar com Danica, mas acaba descobrindo, para seu desgosto, que sua nova namorada é a filha do vice-diretor da escola. Convidada especial: Stefan Marks como Diretor Bricker, Matthew Botouchis como Paul, Dat Pham como Finn, Savannah Lathem como Danica Bricker e Kendall Ryan Saunders como Louie. Notas: - Este episódio faz parte do evento especial do Disney Channel, Out of This World. - Este episódio possui dois títulos: "Earth Boys Are Icky" ("Meninos da Terra São Nojentos") e "It Came From Canada" ("Veio do Canadá"). |                                                                                              |                                            |                 |                                 |
| 14 | "Lindy de Nariz Melhor" "Lindy Nose Best"                                                    | 10 de agosto de 2014 por anunciar          | 112             | por anunciar                    |
| Depois que Lindy promete não interferir nos planos de seus amigos, todos começam a parecerem loucos - Jasmine e Logan marcam um 'encontro falso' para mostrar que Logan é um 'namorado significativo' para impressionar sua paixão e para que Jasmine consiga seu namorado de volta, e Garrett perde sua vaga na equipe de futebol da escola e descobre que Delia que o substituiu. No final, Delia ensina a Garrett a jogar bem em sua nova colocação na equipe de futebol, e Jasmine acaba se apaixonando por Logan, mas quando vai se declarar para ele, ela acaba descobrindo que ele já está namorando com outra garota. Convidados especiais: Não anunciado |                                                                                              |                                            |                 |                                 |
| 15 | "Bola ou Nada" "Ball or Northing"                                                            | 24 de agosto de 2014 por anunciar          | 118             | por anunciar                    |
| Quando Lindy e Logan destroem acidentalmente a bola de futebol de seu pai que foi assinada pelo grande astro de futebol, Dick Butkus, eles vão à procura de Dick em Chicago, para fazer ele assinar uma nova bola de futebol. Convidados especiais: Matt Champagne como Bob Watson, Alshon Jeffery como ele mesmo e Dick Butkus como ele mesmo. |                                                                                              |                                            |                 |                                 |
| 16 | "Corra Logan" "Logan's Run"                                                                  | 21 de setembro de 2014 por anunciar        | 115             | por anunciar                    |
| 17 | "Má Notícia" "Bad News"                                                                      | 28 de setembro de 2014 por anunciar        | 113             | por anunciar                    |
| 18 | "Em Cima de uma Abóbora" "About a Pumpkin"                                                   | 10 de outubro de 2014 outubro de 2014      | 120             | por anunciar                    |